# جمعية القضاة الإندونيسيين
جمعية القضاة الإندونيسيين المعروفة محليا باسم إكاتان حكيم إندونيسيا أو إكاهاي هي جمعية من المسؤولين القضائيين في إندونيسيا. يشمل أعضاء الجمعية قضاة المستوى الأول وكبار القضاة، على عكس منتدى القضاة الإندونيسيين الذي يضم قضاة محكمة الاستئناف. وصفت سهادي المسؤولة التنفيذية في الجمعية: تركيز الجمعية على أنها تعمل على حماية القضاة من التهديدات والمضايقات، على الرغم من أن نشطاء الشفافية القضائية قد عارضوا ذلك.

## التاريخ
تم تأسيس الجمعية في عام 1953 من أجل الدفاع عن مصالح القضاة الإندونيسيين في موضوعات مثل الرواتب واستقلال القضاء عن السلطة التنفيذية. يعود الفضل في تأسيس الجمعية إلى سوريادي ثالث رئيس قضاة المحكمة العليا في إندونيسيا، حيث كان أول شخص بدأ تنظيم قضاة المقاطعات في عام 1952. سوريادي أول رئيس للجمعية على الرغم من أنه استقال في نهاية المطاف كرئيس قضاة بسبب صراع حاد بينه وبين الجمعية نفسها.

## المواقف
كان الجمعية في بعض الأحيان تعارض كل من حكومة إندونيسيا والناشطين الذين يطالبون بمزيد من الرقابة القضائية. على الرغم من أن المجموعة دفعت مرارًا وتكرارًا لزيادة رواتب القضا، إلا أنها هددت باتخاذ إجراءات عقابية ضد القضاة الذين لجأوا إلى الإضراب من أجل تحقيق هذا الهدف في عام 2012. كان الجمعية أيضًا فعالة في قرار المحكمة الدستورية لعام 2015 الذي جرد اللجنة القضائية من دورها في اختيار القضاة للمحاكم الإدارية ومحاكم المقاطعات والديانات، وأعاد هذه السلطة إلى المحكمة العليا.